# تدرويه
 تدرویه  قرية كبيرة تـتبع لـالبلدة المركزية (بالفارسية: بخش مركزى ) من توابع مدينة بستك إحدى قرى « إقليم گودة»، وتقع في محافظة هرمزگان في جنوب إيران. تبعد عن مركز المدينة (بستك) 46 كيلومتراً.

## حدود قرية تدرویه
حدود تدرویه: من الشمال: پَاکوه وکوه پَرپَتو، ومن الجنوب رودخانه شور كوده، ومن الغرب « دهنك »، ومن الشرق تنتهي بـ (كجين) وق کوه آسیاب. رية عالي قندي.

## السكان
يبلغ عدد سكان هذه القرية حسب تعداد السكان لعام 2006 للميلاد، (2105) نسمه تشكل (250 عائلة)، من أهل السنة والجماعة وعلى المذهب الشافعي. يتكلون الفارسية باللهجة المحلية. لهم مسجد ومدرسة مشتركة، وبعض البرك لحفظ مياه الأمطار إذا سالت الأودية.
لهم مسجد، مدرسة وعيادة صحية صغيرة، وعدد من البرك لحفظ مياه الأمطار. وشكبة المياه والكهرباء، وحوالي 1000 نخلة مثمرة.

## وصلات خارجية
- التقسيمات الإدارية لمحافظة هرمزگان